# Anostomopsidae
De Anostomopsidae zijn een familie van uitgestorven weekdieren uit de klasse van de Gastropoda (slakken).

## Taxonomie
De volgende geslachten zijn bij de familie ingedeeld:
- † Anostomopsis F. Sandberger, 1870
- † Enneopsis Wenz, 1940
- † Eoplicadomus Hrubesch, 1965
- † Gosavidiscus Hrubesch, 1965
- † Proterocorilla Hrubesch, 1965
- † Pseudostrobilus Oppenheim, 1892
- † Strophostomella P. Fischer, 1883